# Championnats du monde de duathlon longue distance 2012
Navigation
Édition précédente Édition suivante
Les Championnats du monde de duathlon longue distance 2012 sont organisés par la fédération internationale de triathlon. Ils  se sont déroulés à Zofingen en Suisse le 2 septembre 2012. C'est l'épreuve longue distance du Powerman Duathlon qui sert de support à ce championnat du monde.

## Distances parcourues
| Distances course (kilomètres) | Distances course (kilomètres) | Distances course (kilomètres) |
| Course à pied                 | Cyclisme                      | Course à pied                 |
| ----------------------------- | ----------------------------- | ----------------------------- |
| 10                            | 150                           | 30                            |

## Résultats Élite
| Rang               | Athlète            | Pays     | Temps           |
| ------------------ | ------------------ | -------- | --------------- |
| Médaille d'or      | Joerie Vansteelant | Belgique | 6 h 7 min 58 s  |
| Médaille d'argent  | Rob Woestenborghs  | Belgique | 6 h 12 min 34 s |
| Médaille de bronze | Søren Bystrup      | Danemark | 6 h 21 min 38 s |

| Rang               | Athlète      | Pays        | Temps           |
| ------------------ | ------------ | ----------- | --------------- |
| Médaille d'or      | Eva Nyström  | Suède       | 7 h 5 min 48 s  |
| Médaille d'argent  | Lucy Gossage | Royaume-Uni | 7 h 10 min 9 s  |
| Médaille de bronze | May Kerstens | Pays-Bas    | 7 h 25 min 25 s |

## Tableau des médailles
| Rang  | Nation      | Or | Argent | Bronze | Total |
| ----- | ----------- | -- | ------ | ------ | ----- |
| 1     | Belgique    | 1  | 1      | 0      | 2     |
| 2     | Suède       | 1  | 0      | 0      | 1     |
| 3     | Royaume-Uni | 0  | 1      | 0      | 1     |
| 4     | Pays-Bas    | 0  | 1      | 0      | 1     |
| 4     | Danemark    | 0  | 0      | 1      | 1     |
| Total | Total       | 2  | 2      | 2      | 6     |